# Matthew Bradford
 (septembre 2023).
Pour les articles homonymes, voir Bradford (homonymie).
 (août 2023).
Si vous disposez d'ouvrages ou d'articles de référence ou si vous connaissez des sites web de qualité traitant du thème abordé ici, merci de compléter l'article en donnant les références utiles à sa vérifiabilité et en les liant à la section « Notes et références ».
 (août 2023).
La mise en forme du texte ne suit pas les recommandations de Wikipédia : il faut le « wikifier ».
Les points d'amélioration suivants sont les cas les plus fréquents. Le détail des points à revoir est peut-être précisé sur la page de discussion.
- Les titres sont pré-formatés par le logiciel. Ils ne sont ni en capitales, ni en gras.
- Le texte ne doit pas être écrit en capitales (les noms de famille non plus), ni en gras, ni en italique, ni en « petit »…
- Le gras n'est utilisé que pour surligner le titre de l'article dans l'introduction, une seule fois.
- L'italique est rarement utilisé : mots en langue étrangère, titres d'œuvres, noms de bateaux, etc.
- Les citations ne sont pas en italique mais en corps de texte normal. Elles sont entourées par des guillemets français : « et ».
- Les listes à puces sont à éviter, des paragraphes rédigés étant largement préférés. Les tableaux sont à réserver à la présentation de données structurées (résultats, etc.).
- Les appels de note de bas de page (petits chiffres en exposant, introduits par l'outil «  Source ») sont à placer entre la fin de phrase et le point final[comme ça].
- Les liens internes (vers d'autres articles de Wikipédia) sont à choisir avec parcimonie. Créez des liens vers des articles approfondissant le sujet. Les termes génériques sans rapport avec le sujet sont à éviter, ainsi que les répétitions de liens vers un même terme.
- Les liens externes sont à placer uniquement dans une section « Liens externes », à la fin de l'article. Ces liens sont à choisir avec parcimonie suivant les règles définies. Si un lien sert de source à l'article, son insertion dans le texte est à faire par les notes de bas de page.
- La présentation des références doit suivre les conventions bibliographiques. Il est recommandé d'utiliser les modèles {{Ouvrage}}, {{Chapitre}}, {{Article}}, {{Lien web}} et/ou {{Bibliographie}}. Le mode d'édition visuel peut mettre en forme automatiquement les références.
- Insérer une infobox (cadre d'informations à droite) n'est pas obligatoire pour parachever la mise en page.

Pour une aide détaillée, merci de consulter Aide:Wikification.
Si vous pensez que ces points ont été résolus, vous pouvez retirer ce bandeau et améliorer la mise en forme d'un autre article.
Matthew Douglas Bradford, né le 23 mai 1975, est un avocat et homme politique américain. En tant que membre du Parti démocrate, il siège à la Chambre des représentants de Pennsylvanie représentant le 70e district dans le Comté de Montgomery.

## Jeunesse
Bradford a grandi dans le Comté de Chester, le plus jeune de trois garçons et fils de Marguerite et David Bradford. Marguerite a servi son pays dans la Réserve navale des États-Unis. Plus tard, les parents de Bradford ont ouvert une petite entreprise familiale où Bradford travaillait fréquemment après l'école, les week-ends et pendant l'été.

## Éducation et service communautaire
Tout en travaillant pour aider à payer ses études, Bradford a obtenu ses diplômes de premier cycle et en droit de l'Université de Villanova. Pendant ses études de premier cycle, Bradford était actif dans de nombreuses organisations caritatives ainsi que bénévole en tant qu'entraîneur de basketball pour les jeunes au C.Y.O. local. À l'école de droit, Bradford a passé l'été à travailler pour le bureau du conseiller juridique général du United Steelworkers Union, le bureau du procureur des États-Unis et un juge de district fédéral.

## Carrière professionnelle
Après l'école de droit, Bradford a été associé au département de litiges du cabinet d'avocats Drinker Biddle. Bradford a pris un congé de sa pratique lorsqu'il a été nommé administrateur municipal et directeur général de Norristown Borough, où il a travaillé aux côtés du conseiller spécial du gouverneur Ed Rendell à Norristown, Joseph C. Vignola.
Bradford est conseiller dans un cabinet d'avocats en droit municipal. Bradford a précédemment servi de conseiller juridique pour plusieurs communautés du comté de Montgomery et un conseil scolaire.

## Carrière politique
Bradford a été élu pour la première fois à la Chambre des représentants de Pennsylvanie en 2009. En plus de son service antérieur en tant que président du Comité de l'État de la Chambre, Bradford a siégé pendant huit ans au Comité des crédits de la Chambre et en 2018, ses pairs l'ont élu président du comité.
Le 28 février 2023, Bradford a été élu chef de la majorité pour le caucus démocrate.

## Vie personnelle
Matt réside dans la municipalité de Worcester avec sa femme, Renee, et leurs quatre enfants.